# William Gosling
William Sullivan Gosling (Hertfordshire, 19 de julho de 1869 - 10 de outubro de 1952) foi um futebolista e oficial britânico, campeão olímpico.
Competiu nos Jogos Olímpicos de Verão de 1900 em Paris. Ele ganhou a medalha de ouro como membro do Upton Park Football Club, que representou a Grã-Bretanha nos Jogos.